# Terdal
Terdal è una suddivisione dell'India, classificata come town panchayat, di 23.642 abitanti, situata nel distretto di Bagalkot, nello stato federato del Karnataka. In base al numero di abitanti la città rientra nella classe III (da 20.000 a 49.999 persone).

## Geografia fisica
La città è situata a 16° 30' 0 N e 75° 2' 60 E e ha un'altitudine di 535 m s.l.m..

## Società

### Evoluzione demografica
Al censimento del 2001 la popolazione di Terdal assommava a 23.642 persone, delle quali 12.006 maschi e 11.636 femmine. I bambini di età inferiore o uguale ai sei anni assommavano a 3.260, dei quali 1.658 maschi e 1.602 femmine. Infine, coloro che erano in grado di saper almeno leggere e scrivere erano 12.649, dei quali 7.512 maschi e 5.137 femmine.